# Reichsverweser 1848/1849

Erzherzog Johann von Österreich als Reichsverweser, 1848

Reichsverweser war 1848/49 der Titel des Oberhaupts der Provisorischen Zentralgewalt, der ersten gesamtdeutschen Regierung. Für eine Übergangszeit sollte der Reichsverweser, ein Amt, das auf die Reichsvikare im Heiligen Römischen Reich zurückgeht, als eine Art Ersatz-Monarch die Funktion ausüben, die in einer konstitutionellen Monarchie dem Fürsten zustand. Der Reichsverweser ernannte laut Zentralgewaltgesetz vom 28. Juni 1848 die Reichsminister; Reichsverweser und Reichsminister bildeten zusammen die Zentralgewalt.
Einziger Reichsverweser Deutschlands in dieser Zeit war Erzherzog Johann von Österreich, ein Onkel des österreichischen Kaisers. Die von Johann ernannten Minister waren fast bis zum Ende der Nationalversammlung (Mai bzw. Juni 1849) im Wesentlichen die Vertrauensleute der Nationalversammlung. Erst die beiden letzten Kabinette waren Minderheitskabinette ohne parlamentarische Unterstützung. Am 20. Dezember 1849 endete die Reichsverweserschaft, als Johann die Befugnisse der Zentralgewalt einer Bundeszentralkommission übertrug.

## Wahl des Reichsverwesers

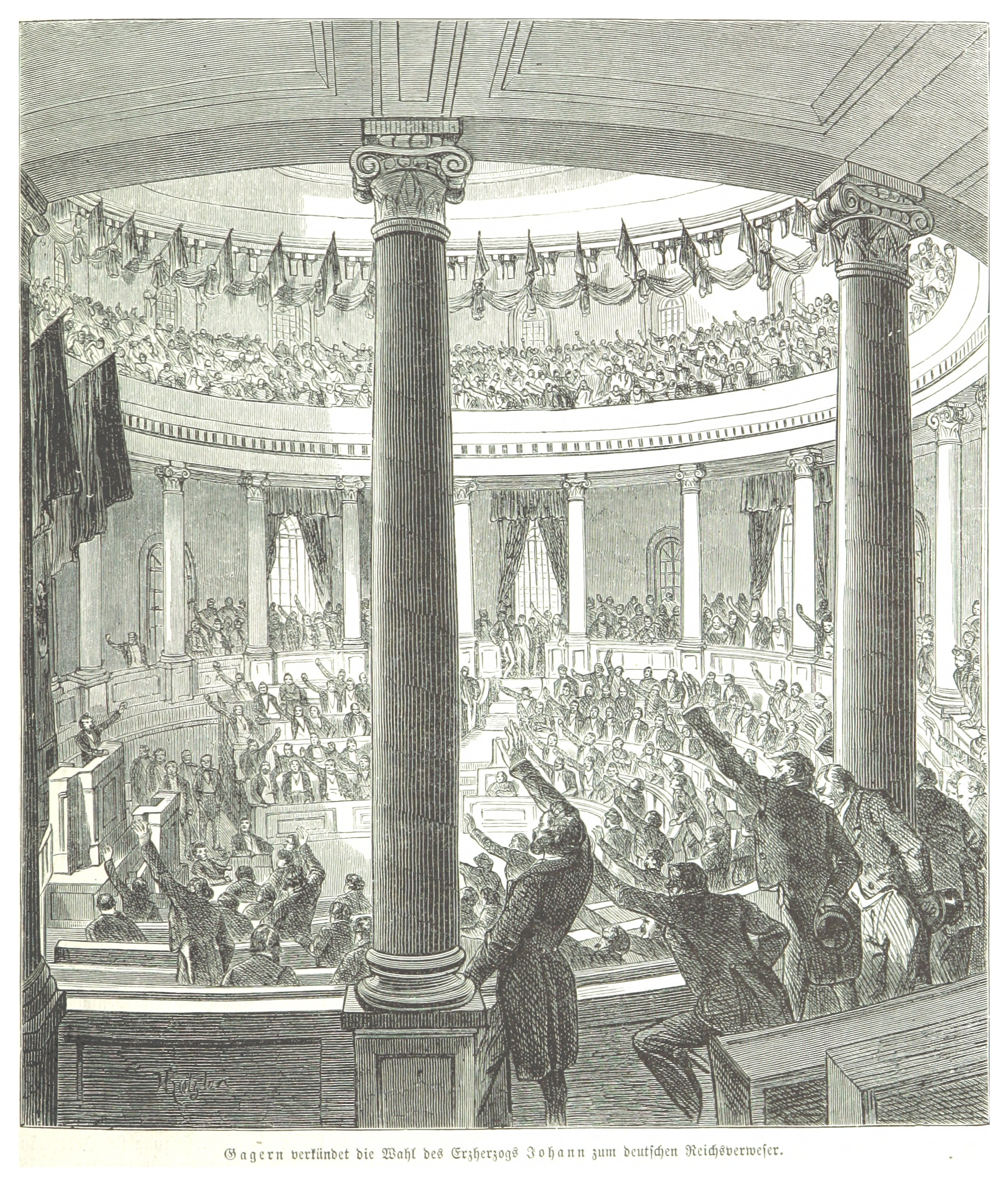
29. Juni 1848 – Wahl des Erzherzogs Johann zum Reichsverweser

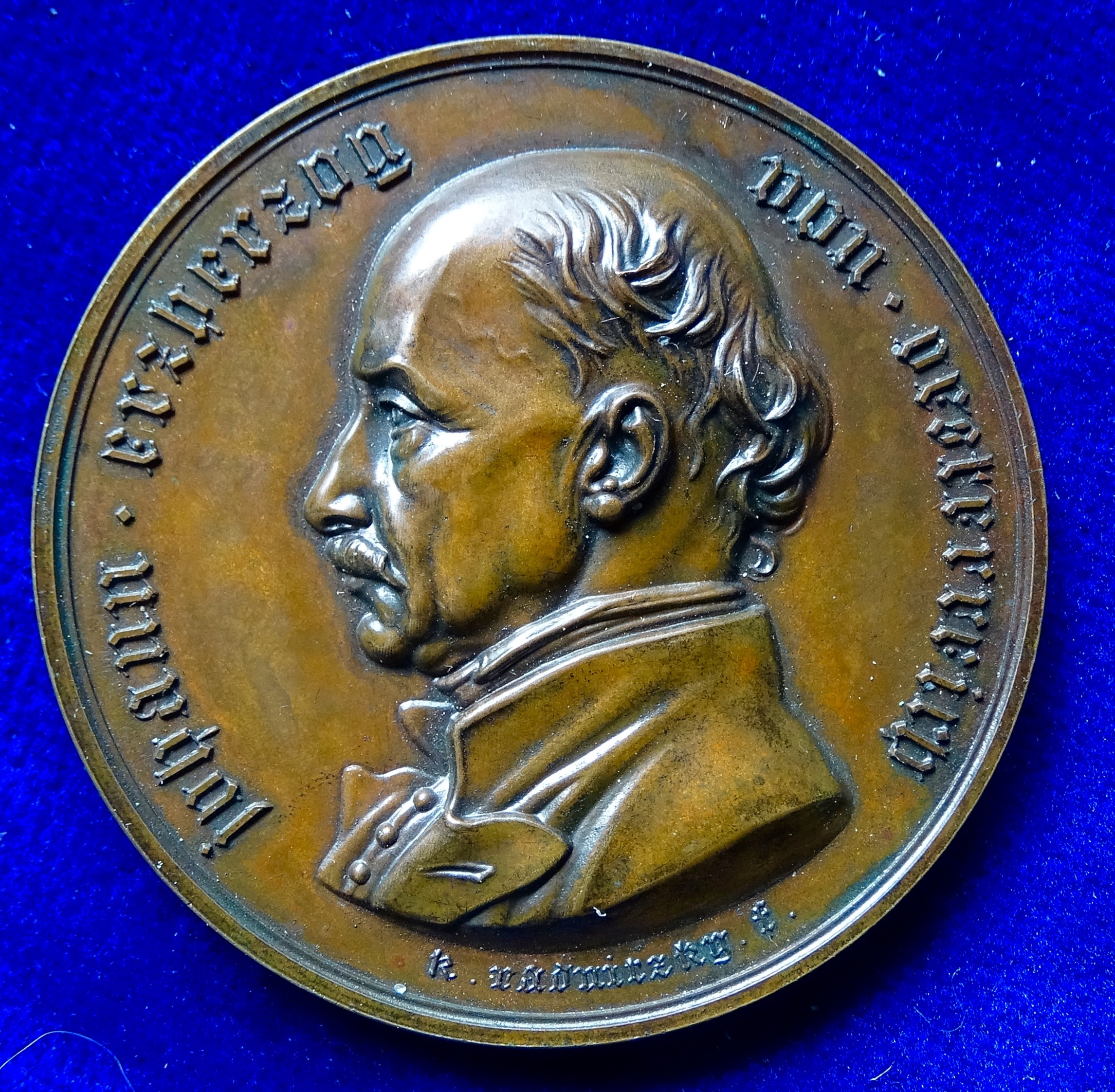
Erzherzog Johann von Österreich 1848 zu seiner Wahl zum Reichsverweser durch das Frankfurter Parlament (Vorderseite der Medaille von Karl Radnitzky)

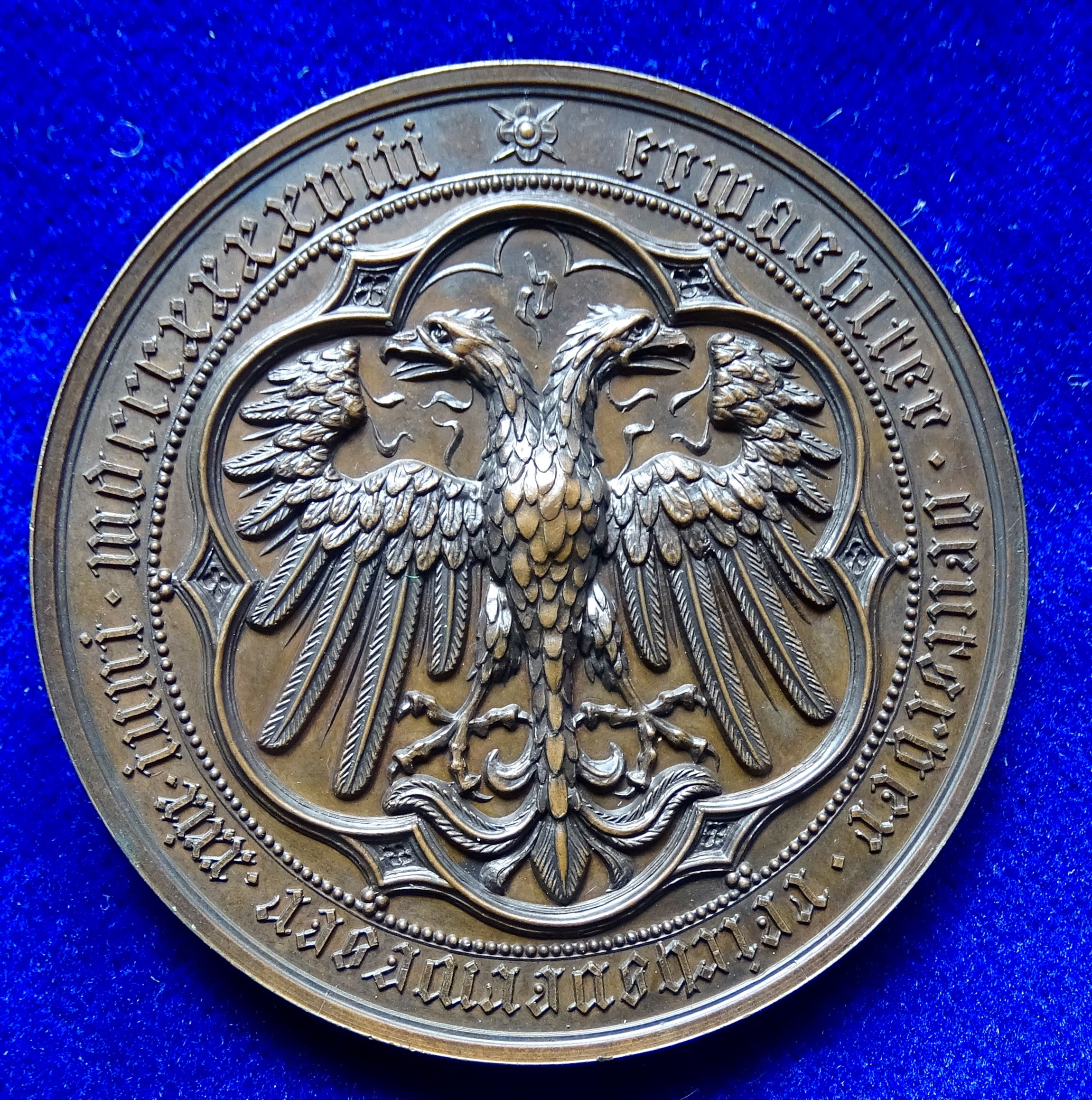
Erzherzog Johann von Österreich 1848 zu seiner Wahl zum Reichsverweser (Rückseite der Medaille)

Johann hatte sich in der Steiermark bemüht, durch eine gute Verwaltung Wirtschaft und Infrastruktur zu fördern und dadurch die Lage der Bevölkerung zu verbessern. Darüber hinaus gehende politische oder deutschlandpolitische Vorstellungen hatte er kaum. Allerdings galt er als volkstümlich, nicht nur wegen seines jovialen Auftretens bei Bürgern und Bauern, sondern auch wegen seiner bürgerlichen Ehefrau.
In der Frankfurter Nationalversammlung wurde im Juni 1848 über die Einsetzung einer gesamtdeutschen Regierung beraten, zu der der Bundestag nicht mehr gekommen war. Lange wurde über ein dreiköpfiges Direktorium gesprochen, das beispielsweise aus den „drei Onkeln“ gebildet werden könnte, Erzherzog Johann (Onkel des österreichischen Kaisers Ferdinand), Prinz Wilhelm der Ältere (Onkel des preußischen Königs Friedrich Wilhelm IV.) und Prinz Carl (Onkel des bayerischen Königs Maximilian II.). Der Präsident der Nationalversammlung, der Rechtsliberale Heinrich von Gagern, schlug schließlich Erzherzog Johann als Reichsverweser vor. Die Nationalversammlung nahm das entsprechende Zentralgewaltgesetz (am 28. Juni 1848) mit 373 zu 175 Stimmen an und wählte Johann (am 29. Juni) mit 436 Stimmen bei 587 anwesenden Abgeordneten.
Gründe für die Wahl Johanns waren:
- Eine einzige Person als provisorisches Reichsoberhaupt stellte die Einheit Deutschlands besser dar als ein Direktorium.
- Österreich war die damalige Hauptmacht in Deutschland.
- Seine Zugehörigkeit zum Hochadel nahm die rechten Abgeordneten für ihn ein.
- Linke konnten ihn akzeptieren wegen seiner Volkstümlichkeit.

Noch am Tag der Wahl beeilte sich der Bundestag, dem Reichsverweser zu gratulieren, er habe sich schon zuvor für Johann entschieden. Die Bundestagsgesandten übertrugen ihm am 12. Juli 1848 offiziell die Befugnisse des Bundestags. Die Einzelstaaten, die hinter dem Bundestag standen, sahen sich dazu gezwungen, da sie sonst die Empörung des Volks auf sich gezogen hätten. Eine Deputation der Nationalversammlung teilte in Wien Johann die Wahl mit, die dieser am 5. Juli annahm.

## Tätigkeit

Schaubild zur vorläufigen Verfassungsordnung nach dem Beschluss über das Zentralgewaltgesetz (28. Juni 1848)

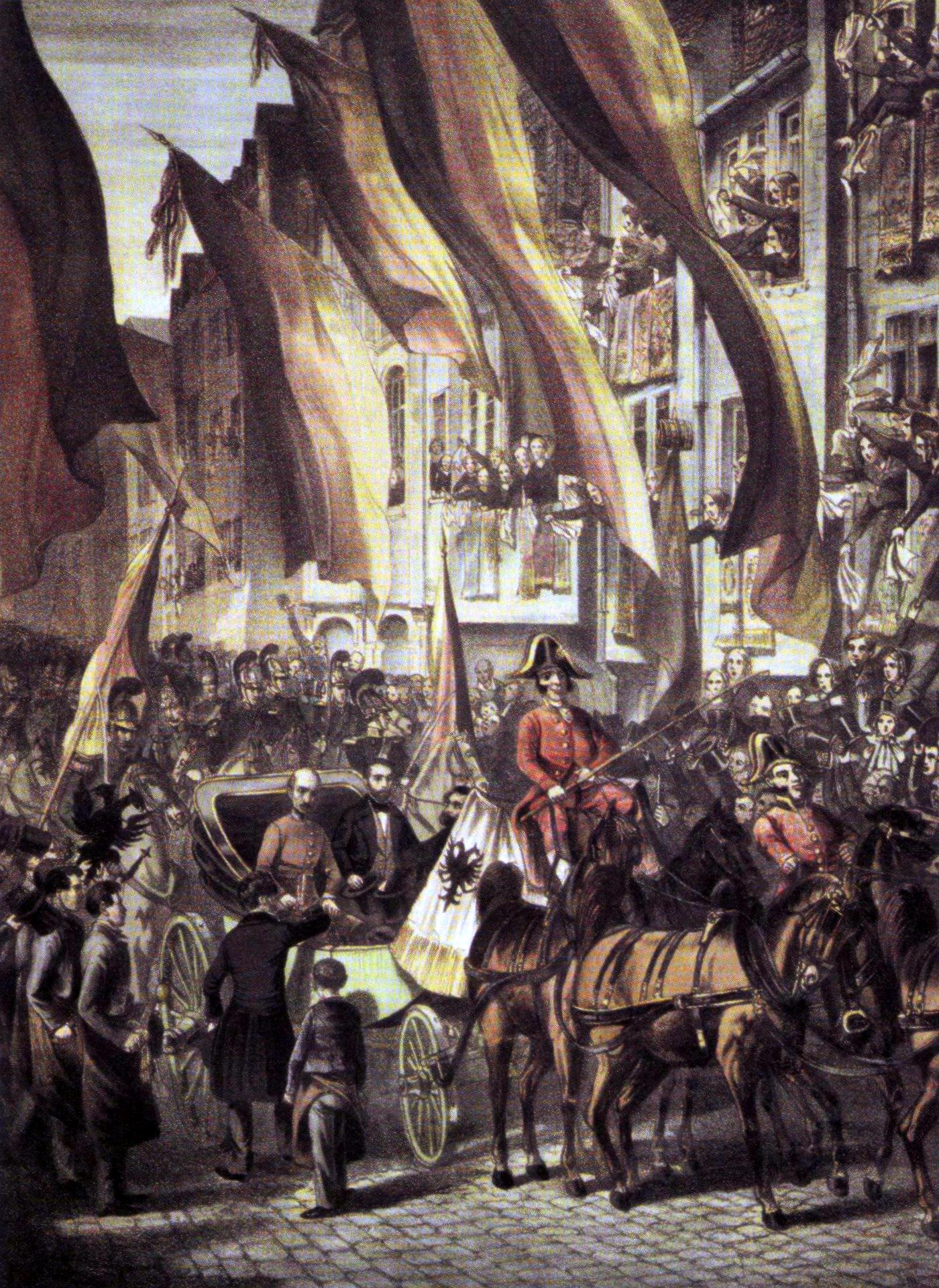
Einzug Johanns in Frankfurt, Juli 1848

### Parlamentarische Kabinette bis Mai 1849
Von Anfang an hatte die Nationalversammlung beim Reichsverweser an eine mehr repräsentative Funktion gedacht, weshalb wenig Handlungsmöglichkeiten zur Verfügung standen. Eigentliche politische Aufgabe des Reichsverwesers war es, die Reichsminister zu ernennen und zu entlassen, später unterschrieb er laut Reichsgesetz betreffend die Verkündung der Reichsgesetze und der Verfügungen der provisorischen Zentralgewalt vom 27. September 1848 die Reichsgesetze. Letzteres war im Wesentlichen eine Formalität. In die Verfassungsberatungen war Johann nicht eingebunden. Davon war der Reichsverweser bereits durch das Zentralgesetz ausgeschlossen; außerdem hatte er kaum Vorstellungen zur Materie.
Das erste Gesamt-Reichsministerium, das Kabinett Leiningen, wurde vor allem von Anton von Schmerling zusammengestellt, einem österreichischen Juristen, der das Vertrauen Johanns genoss. In dieser Zeit kam es zum Huldigungserlass des Reichsministeriums, bei dem die Truppen der Einzelstaaten sich am 6. August symbolisch dem Reichsverweser unterstellen sollten. Die größten Einzelstaaten lehnten dies mehr oder weniger offen ab, was bereits die Schwäche der Zentralgewalt und die aufkeimende Gegenrevolution andeutete.
Nach Leiningens Ausscheiden übernahm Schmerling dessen Funktion, dem Ministerrat vorzusitzen. Im Dezember 1848 zeigte sich, dass Schmerling nicht mehr das Vertrauen in der rechtsliberalen Casino-Fraktion hatte, da dessen auf Österreich gerichtetes Deutschlandprogramm wegen der feindseligen Haltung Österreichs an Boden verlor. Johann musste daraufhin Heinrich von Gagern ernennen, obwohl das Verhältnis zwischen beiden bereits sehr angespannt war.

### Reichsverfassung 1849

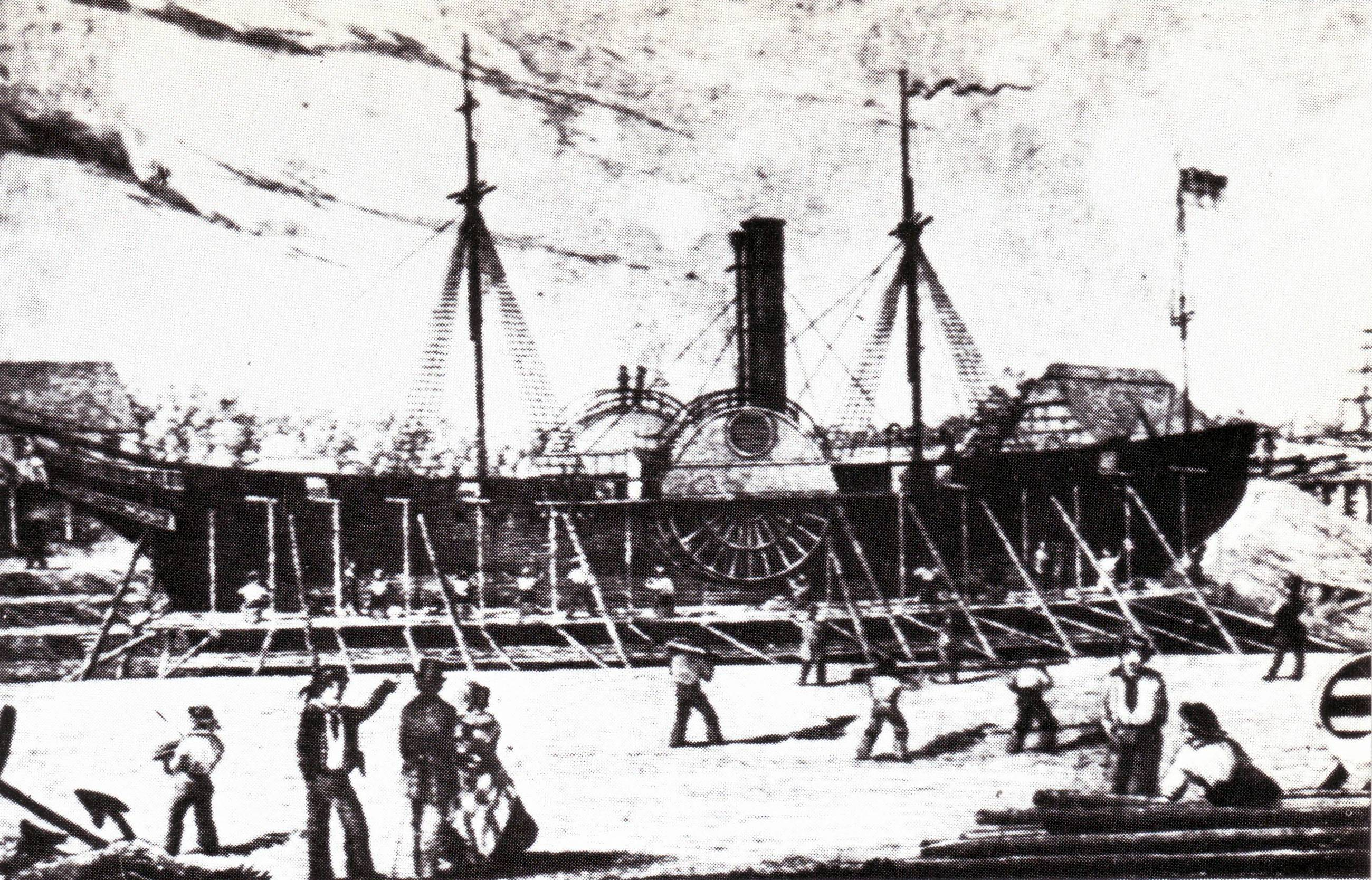
Die „Erzherzog Johann“, ein nach dem Reichsverweser benanntes Schiff der Reichsflotte

Reichsministerpräsident Gagern erhielt nach Monaten Verhandlungen in der Nationalversammlung eine Mehrheit für sein erbkaiserlich-kleindeutsches, auf Preußen ausgerichtetes Programm, das in die Frankfurter Reichsverfassung vom 28. März 1849 mündete. Am selben Tag, abends, überraschte Johann Reichsjustizminister Robert Mohl mit der Ankündigung, zurückzutreten. Mohl rief weitere Abgeordnete herbei, darunter Reichsministerpräsident Heinrich von Gagern, die ihn baten, im Amt zu bleiben. In einer weiteren Unterredung, mit Vertrauten, riet Schmerling ebenfalls zur Weiterführung, um nicht womöglich Österreich zu schaden. Johann ließ dann Gagern wissen, dass er erst zurückträte, wenn dies ohne Nachteil für die öffentliche Ruhe möglich sei.
Damals meinte das Reichsministerium noch, dass der Reichsverweser erst zurücktreten solle, sobald der König von Preußen tatsächlich die Reichsgewalt antrete. Die Zeitungen der Erbkaiserlichen, die hinter der Entscheidung für den Preußenkönig standen, dachten ebenso. Die Großdeutschen vermuteten, die Reichsminister hätten Angst, beim Rücktritt des Reichsverwesers ihre Ämter zu verlieren und dann in der neuen kaiserlichen Reichsregierung nicht berücksichtigt zu werden. Bald aber bedauerten die Erbkaiserlichen das Verbleiben des großdeutschen Reichsverwesers, da man anderenfalls die Zentralgewalt neu hätte vergeben können.

Gremien in den Monaten März bis Mai 1849: Der preußische König (und andere Staaten) lehnen die Reichsverfassung ab und bekämpfen die Nationalversammlung.

Im April 1849 aber lehnte der preußische König die Reichsverfassung ab. Reichsministerpräsident Gagern und eine Mehrheit der Abgeordneten verlangten im Mai ein energisches Handeln des Reichsverwesers für die Reichsverfassung, zwar mit legalen Mitteln, aber die revolutionäre Erhebung in der Pfalz sollte unterstützt und das gewaltsame Auftreten Preußens verurteilt werden. Johann kam dem nicht nach und war dagegen, dass die Zentralgewalt sich für die Verfassung einsetzte, blieb aber dennoch Reichsverweser. Stattdessen trat Gagern am 10. Mai zurück.
Johann setzte ein Kabinett unter dem großdeutschen Konservativen Grävell ein. Ein Antrag, die Ernennung als Beleidigung der Nationalversammlung anzusehen, erhielt am 14. Mai eine Mehrheit von 191 Stimmen bei nur zwölf Gegenstimmen und 44 Enthaltungen. Der Reichsverweser kündigte bereits an, sein Amt weiterzuführen, das er aus Pflichtgefühl übernommen habe. Am 18. Mai lag der Bericht des Dreißigerausschusses vor, der nach der preußischen Ablehnung gebildet worden war. Die Ausschussmehrheit wollte eine Reichsregentschaft bestehend aus fünf Mitgliedern der Nationalversammlung, die Minderheit einen Reichsstatthalter möglichst aus den Reihen der regierenden Fürsten. Eine Mehrheit der Nationalversammlung stimmte für den Plan mit dem Reichsstatthalter (126 zu 116 Stimmen).

### Seit dem Ende der Nationalversammlung Mai / Juni 1849
Wegen der Bedrohung Frankfurts durch feindliche Truppen zogen hundert der verbleibenden Abgeordneten nach Stuttgart um. Das sogenannte Rumpfparlament trat am 6. Juni beisammen und setzte sogleich eine Reichsregentschaft ein. Am 16. Juni erklärte es die Reichsverweserschaft Johanns für rechtswidrig, doch schon zwei Tage später löste die württembergische Regierung das Rumpfparlament mit Waffengewalt auf.
Preußen erklärte bereits am 24. Mai 1849, die Handlungen der Reichsminister hätten keine Gültigkeit mehr. Die preußischen Truppen in Schleswig-Holstein seien hiermit nicht mehr Johann unterstellt. Dieser aber beharrte darauf, weiterhin die Zuständigkeiten laut Zentralgewaltgesetz auszuüben. Von September bis Dezember 1849 ging es ihm nur noch um eine gesichtswahrende Nachfolgeregelung. Er diente als bloß ausführendes Organ für die Politik des österreichischen Regierungschefs Schwarzenberg. Nach wenigen Tagen im Mai führte das Kabinett Wittgenstein die wenigen Geschäfte der Zentralgewalt weiter.
Ludwig von Biegeleben, Unterstaatssekretär im Reichsaußenministerium, entwickelte für Johann den Plan, dass Österreich und Preußen gemeinsam in einer Bundeszentralkommission die Befugnisse der Zentralgewalt übernahmen. Am 30. September unterzeichneten die beiden Großmächte einen entsprechenden Vertrag. Johann schloss sich ihm am 6. Oktober an, am 20. Dezember trat er zurück und entließ die Reichsminister.

## Johann als Reichsverweser
Generell wollte Johann seine Befugnisse nie überschreiten oder sich über das Amt hinaus positionieren, was er als eine Frage des Charakters ansah. Er wollte auch nicht seine Sympathien im Volk verwenden, um etwa die Durchsetzung der Reichsverfassung zu unterstützen, da diese Art von Politik ihm als revolutionär erschien. Das Volk war für ihn zu wechselhaft, ein Unsicherheitsfaktor.

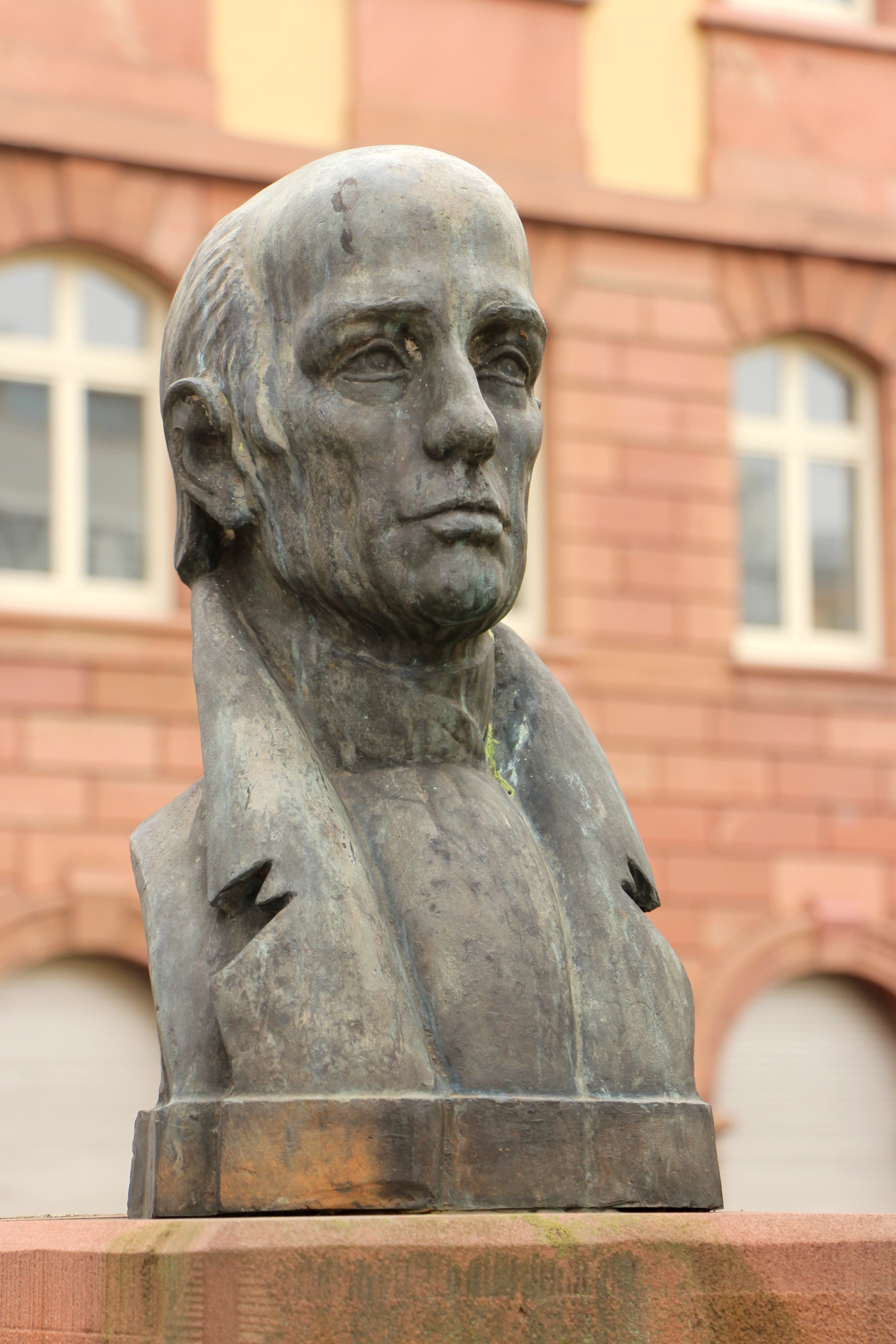
Denkmal in Frankfurt, neben der Paulskirche

Johann scheint als Reichsverweser nicht besonders beschäftigt gewesen zu sein. Er konnte viele Spaziergänge und Ausflüge einplanen und empfing Besucher, ohne diese streng auszusuchen. In den ersten Monaten 1849 war er außerdem wegen einer Durchfallerkrankung bettlägerig. Im Juli und August 1849 war er zur Erholung in Bad Gastein.
Laut Tagebuchnotizen nahm Reichsverweser Erzherzog Johann seine Minister mit wachsendem Misstrauen wahr: Sie seien unfähig, trotz unterschiedlicher Meinungen wirksam tätig zu sein und seien nicht in der Lage, mit dem Volk zu reden. Sie würden ihm ferner bewusst Informationen vorenthalten. (Eine Ausnahme machte er für die beiden ersten Ministerpräsidenten, Leiningen und Schmerling.) Allerdings erging es Johann da ähnlich wie zuvor in Wien, wo er ebenfalls kein Netzwerk aufzubauen und seine eigenen, noch dazu unklaren Interessen zu positionieren wusste. Tobias Hirschmüller:

„Im Gegensatz zu seinem regionalen Wirken in der Steiermark, wo er mit Bürgern und Bauern aus einer kaum angefochtenen übergeordneten Stellung heraus interagieren konnte, überforderte ihn die komplexe und konfliktreiche deutsche Politik sichtlich.“

Als Johann 1858 noch einmal Frankfurt und die Paulskirche besuchte, äußerte er sich positiv über die Abgeordneten und bedauerte das Scheitern der Einigung. Die Geschichte werde sagen, woran es gelegen habe.

## Bewertung

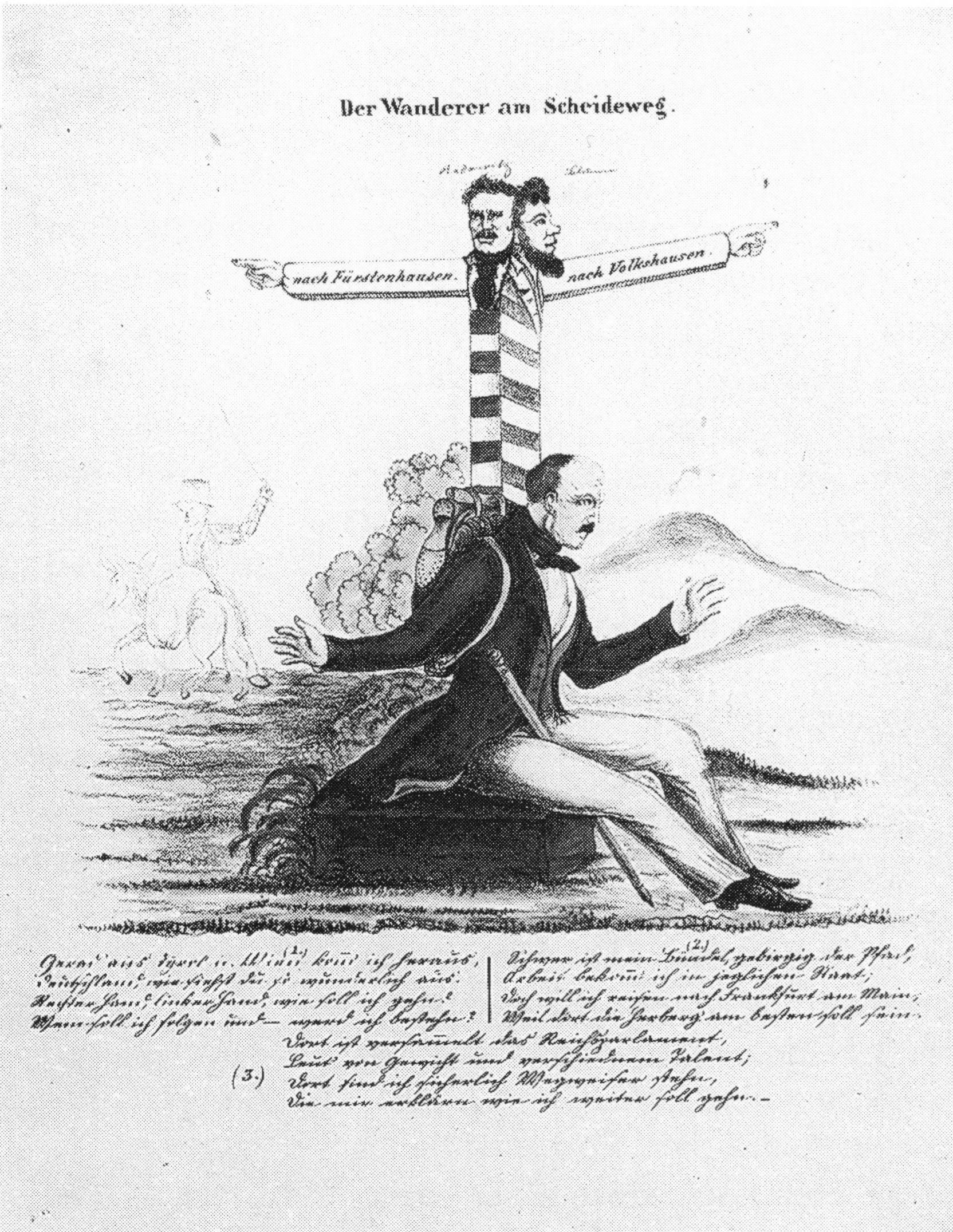
„Der Wanderer am Scheideweg“, Karikatur auf den Reichsverweser zwischen „Fürstenhausen“ und „Volkshausen“

Die äußerste Linke hatte Johann mit der bisherigen Fürstenherrschaft verglichen. Frank Engehausen erkannte den wahren Kern des Vorwurfs an, nannte den Vergleich aber unangemessen, weil Johann seine „Machtstellung erst neu erworben hatte“ und sie auch nur der wenig machtvollen Nationalversammlung verdankte. In der Praxis war seine Herrschaft parlamentarisch, mit Ausnahme der Endphase des Parlaments (Mai 1849), als Johann provokativ einen äußerst Konservativen zum Ministerpräsidenten ernannte.
Helmut Jacobi zufolge habe Johann zwar im April und Mai 1849 „passiven Widerstand“ gegen Ministerpräsident Gagern geleistet, weil ihm die kleindeutsche Verfassung missfiel. Aber es wäre falsch, Johann deswegen als Hauptschuldigen für das Scheitern der Revolution zu betrachten. Für einen entscheidenden Einfluss auf den Ablauf der Ereignisse war die Zentralgewalt viel zu schwach, auch Gagern hätte allein mit „gesetzlichen Mitteln“ die Reichsverfassung wohl kaum durchsetzen können:

„Der Erzherzog war sicher kein Revolutionär, aber echte Revolutionäre waren auch die meisten Träger dieser deutschen Revolution […] nicht. Auch sie spielten nur mit dem Gedanken einer zweiten Revolution im Frühjahr 1849; sie wagten nicht, diesen Weg konsequent zu beschreiten.“

## Belege
1. ↑  Tobias Hirschmüller: „Freund des Volkes“, „Vorkaiser“, „Reichsvermoderer“ – Erzherzog Johann als Reichsverweser der Provisorischen Zentralgewalt von 1848/1849. In: Jahrbuch der Hambach-Gesellschaft 2013, S. 27–57, hier S. 38.
2. ↑  Ernst Rudolf Huber: Deutsche Verfassungsgeschichte seit 1789. Band II: Der Kampf um Einheit und Freiheit 1830 bis 1850. 3. Auflage, Verlag W. Kohlhammer, Stuttgart [u. a.] 1988, S. 625–627, S. 808.
3. ↑  Ralf Heikaus: Die ersten Monate der provisorischen Zentralgewalt für Deutschland (Juli bis Dezember 1848). Peter Lang, Frankfurt am Main [u. a.] 1997 (zugl. Diss. Univ. Frankfurt am Main), S. 40/41.
4. ↑  Ernst Rudolf Huber: Deutsche Verfassungsgeschichte seit 1789. Band II: Der Kampf um Einheit und Freiheit 1830 bis 1850. 3. Auflage, Verlag W. Kohlhammer, Stuttgart [u. a.] 1988, S. 628.
5. ↑  Tobias Hirschmüller: „Freund des Volkes“, „Vorkaiser“, „Reichsvermoderer“ – Erzherzog Johann als Reichsverweser der Provisorischen Zentralgewalt von 1848/1849. In: Jahrbuch der Hambach-Gesellschaft 2013, S. 27–57, hier S. 47.
6. ↑  Tobias Hirschmüller: „Freund des Volkes“, „Vorkaiser“, „Reichsvermoderer“ – Erzherzog Johann als Reichsverweser der Provisorischen Zentralgewalt von 1848/1849. In: Jahrbuch der Hambach-Gesellschaft 2013, S. 27–57, hier S. 45.
7. ↑  Ralf Heikaus: Die ersten Monate der provisorischen Zentralgewalt für Deutschland (Juli bis Dezember 1848). Peter Lang, Frankfurt am Main [u. a.] 1997, S. 97–100.
8. ↑  Helmut Jacobi: Die letzten Monate der provisorischen Zentralgewalt für Deutschland (März-Dezember 1849), 1956 (zugl. Diss. Univ. Frankfurt a. M.), S. 31/32.
9. ↑  Helmut Jacobi: Die letzten Monate der provisorischen Zentralgewalt für Deutschland (März-Dezember 1849), 1956, S. 32/33.
10. ↑  Manfred Botzenhart: Deutscher Parlamentarismus in der Revolutionszeit 1848–1850. Droste Verlag, Düsseldorf 1977, S. 699.
11. ↑  Helmut Jacobi: Die letzten Monate der provisorischen Zentralgewalt für Deutschland (März-Dezember 1849), 1956, S. 50.
12. ↑  Manfred Botzenhart: Deutscher Parlamentarismus in der Revolutionszeit 1848–1850. Droste Verlag, Düsseldorf 1977, S. 702/703.
13. ↑  Ernst Rudolf Huber: Deutsche Verfassungsgeschichte seit 1789. Band II: Der Kampf um Einheit und Freiheit 1830 bis 1850. 3. Auflage, Verlag W. Kohlhammer, Stuttgart [u. a.] 1988, S. 878–880.
14. ↑  Ernst Rudolf Huber: Deutsche Verfassungsgeschichte seit 1789. Band II: Der Kampf um Einheit und Freiheit 1830 bis 1850. 3. Auflage, Verlag W. Kohlhammer, Stuttgart [u. a.] 1988, S. 883.
15. ↑  Tobias Hirschmüller: „Freund des Volkes“, „Vorkaiser“, „Reichsvermoderer“ – Erzherzog Johann als Reichsverweser der Provisorischen Zentralgewalt von 1848/1849. In: Jahrbuch der Hambach-Gesellschaft 2013, S. 27–57, hier S. 46/47.
16. ↑  Ernst Rudolf Huber: Deutsche Verfassungsgeschichte seit 1789. Band II: Der Kampf um Einheit und Freiheit 1830 bis 1850. 3. Auflage, Verlag W. Kohlhammer, Stuttgart [u. a.] 1988, S. 883/884.
17. ↑  Tobias Hirschmüller: „Freund des Volkes“, „Vorkaiser“, „Reichsvermoderer“ – Erzherzog Johann als Reichsverweser der Provisorischen Zentralgewalt von 1848/1849. In: Jahrbuch der Hambach-Gesellschaft 2013, S. 27–57, hier S. 45/46.
18. ↑  Tobias Hirschmüller: „Freund des Volkes“, „Vorkaiser“, „Reichsvermoderer“ – Erzherzog Johann als Reichsverweser der Provisorischen Zentralgewalt von 1848/1849. In: Jahrbuch der Hambach-Gesellschaft 2013, S. 27–57, hier S. 45/46.
19. ↑  Tobias Hirschmüller: „Freund des Volkes“, „Vorkaiser“, „Reichsvermoderer“ – Erzherzog Johann als Reichsverweser der Provisorischen Zentralgewalt von 1848/1849. In: Jahrbuch der Hambach-Gesellschaft 2013, S. 27–57, hier S. 44/45.
20. ↑  Tobias Hirschmüller: „Freund des Volkes“, „Vorkaiser“, „Reichsvermoderer“ – Erzherzog Johann als Reichsverweser der Provisorischen Zentralgewalt von 1848/1849. In: Jahrbuch der Hambach-Gesellschaft 2013, S. 27–57, hier S. 47.
21. ↑  Frank Engehausen: Werkstatt der Demokratie. Die Frankfurter Nationalversammlung 1848/49. Campus Verlag, Frankfurt am Main/New York 2023, S. 120, 140.
22. ↑  Helmut Jacobi: Die letzten Monate der provisorischen Zentralgewalt für Deutschland (März-Dezember 1849), 1956, S. 187.